# محراب پرگامون

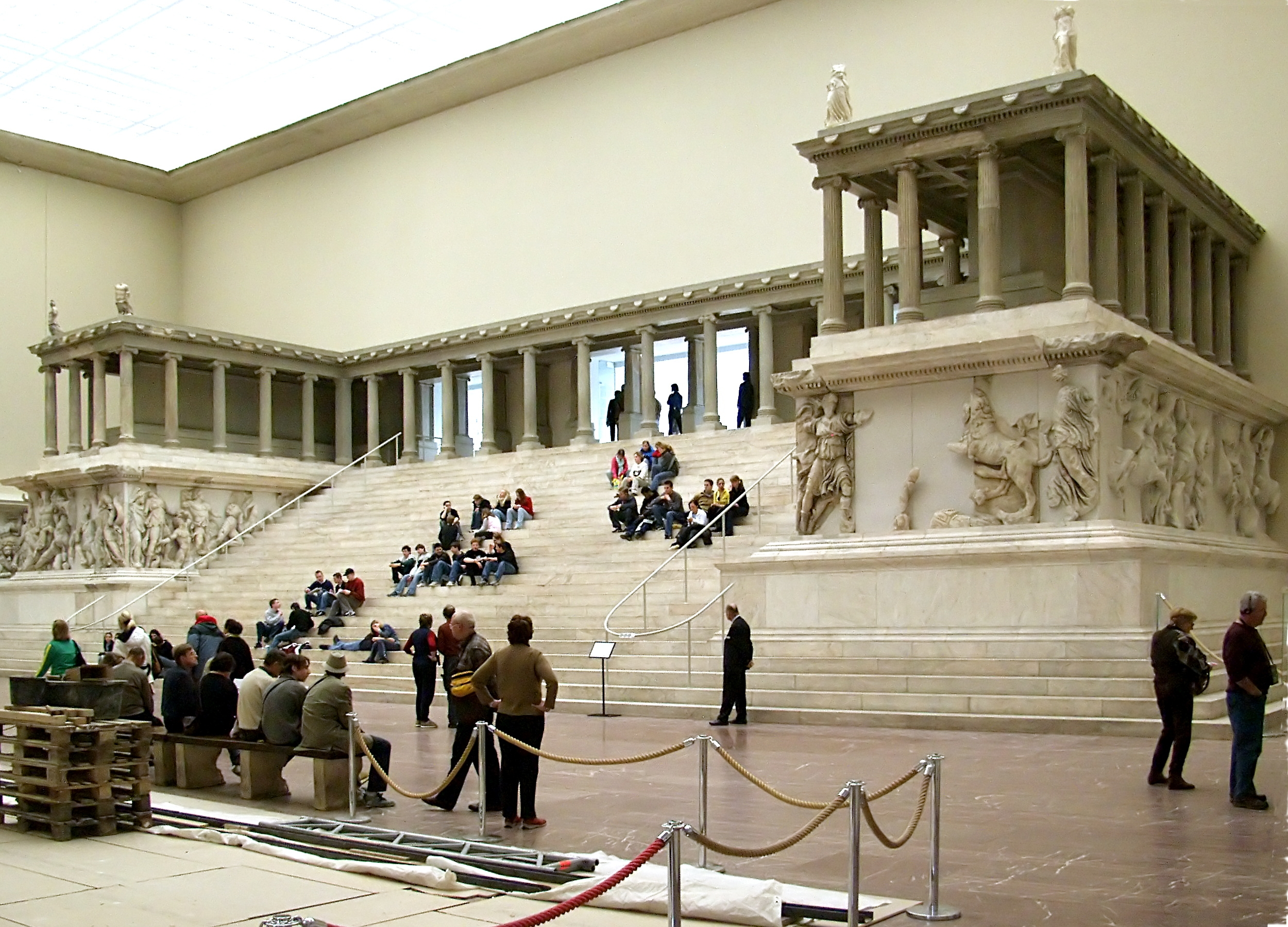
محراب بازسازی‌شده پرگامون در موزه پرگامون در برلین.

محراب پرگامون (یونانی باستان: Βωμός τῆς Περγάμου) یک بنای تاریخی است که در زمان پادشاهی ایومنس دوم در نیمه نخست سده دوم پیش از میلاد روی یکی از تراس‌های آکروپولیس شهر یونان باستانی پرگامون در آسیای کوچک ساخته شده‌است.
این ساختمان ۳۵٫۶۴ متر پهنا و ۳۳٫۴ متر ژرفا دارد؛ راه پله جلویی نیز تقریباً ۲۰ متر پهنا دارد. موزائیک‌کاری بزرگ روی پایه این ساختمان (به درازای ۹۱ متر و بلندای ۲۰۴ متر) صحنه نبرد وحشتناکی میان ایزدان المپ‌نشین و هیولاهای گیگانت را نشان می‌دهد که قدرت خدایان را به چالش می‌کشند. در این صحنه‌های پرهیاهو بیش از صد شکل و شمایل بزرگتر از قامت انسان با یک‌دیگر درآویخته‌اند. سازه بازسازی‌شده این محراب در موزه پرگامون در جزیره موزه برلین یافت می‌شود.